# Tournoi d'Anchin
Le tournoi d'Anchin est un tournoi qui, selon Jean-Baptiste Le Carpentier et son Histoire généalogique de la noblesse des Païs-Bas (1664), aurait réuni en 1096 trois-cents chevaliers à l'abbaye d'Anchin, sur le territoire de l'actuelle commune de Pecquencourt dans le département français du Nord.
Depuis le milieu du XIXe siècle, il est admis qu'il s'agit d'une invention de Le Carpentier à partir d'un acte apocryphe.

## Origine de l'invention du tournoi
Le Tournoi d'Anchin est cité pour la première fois en 1661 par Jean Le Carpentier et repris en 1664 dans son Histoire généalogique de la noblesse des Païs-Bas, ou Histoire de Cambray, et du Cambrésis, contenant ce qui s'y est passé sous les empereurs, & les rois de France & d'Espagne, tome II, où il fait figurer une liste de chevaliers ayant assisté à un tournoi à l'Abbaye d'Anchin en 1096.
À l’appui de cette assertion, Le Carpentier produit un prétendu acte tiré des archives de l'Abbaye d'Anchin, mais un examen attentif de ce document et plusieurs raisons probantes le font rejeter comme apocryphe.
Depuis le milieu du XIXe siècle, la charte du Tournoi d'Anchin est considérée comme fausse par tous les savants. Le Carpentier pour flatter la vanité de certains personnages dont la générosité ou l'appui lui étaient nécessaires, employait dans ce but des pièces fabriquées, altérées et interpolées, dont il avait besoin pour faire remonter aux croisades les familles qu'il voulait favoriser dans ses ouvrages.
Hippolite-Romain-Joseph Duthillœul, bibliothécaire de la ville de Douai, qui avait publié la traduction en français de la charte écrit en 1846 : « Nous avions longtemps regardé cette pièce comme sérieuse et authentique, et avec une telle confiance que nous en avions publié une traduction en français dans nos Petites histoires des pays de Flandre et d'Artois, seule traduction qui en ait parue; mais à notre grande confusion, nous devons la considérer maintenant comme apocryphe. »
Le baron de Reiffenberg, un des premiers à soulever le problème de la fausseté du tournoi d'Anchin relaté par Le Carpentier, déclare en 1848 : « Nous avons osé déclarer que cette charte nous paraissait fausse de tous points; fausse par la rédaction, espèce de drame inusité, fausse par des formules extraordinaires, fausse par le fonds trop visiblement approprié aux besoins de la cause, c'est-à-dire au dessein de flatter des personnes tenant à l'ancienne noblesse ou qui voulaient s'y rattacher, fausse enfin par les circonstances de l'apparition de ce document. » Il ajoute « voilà que cette opinion, qui paraissait si excentrique, rallie insensiblement les bons esprits, et « bientôt la charte d’Anchin ne comptera plus un seul défenseur. »
E. A. Escallier dans son ouvrage sur l'abbaye d'Anchin (1852) écrit : « Aucun chroniqueur ou historien antérieur à Carpentier ne parle ni du fait du tournoi d'Anchin, ni de la charte en question : nulle part il n'y en est trace, souvenir ni mention, ni directement ni indirectement(...) tous les écrivains qui ont parlé de cet acte, qui l'ont cité ou rapporté, ne l'ont fait qu'après et d'après Carpentier (...) est-il vraisemblable que dans aucun écrit ancien ou monument quelconque, il ne se rencontre rien qui témoigne du fait et puisse cautionner la charte en question ?(...) Ce n'est pas qu'avec un peu d'attention on n'y rencontre çà et là des indices de la fabrication (...) Au demeurant, il faut au moins tenir compte à l'auteur de cette mystification archéologique, du labeur qu'elle lui a coûté, et de la dépense qu'il y a faite en imagination et en érudition. »
Alphonse Wauters écrit en 1866 dans ses Table chronologique des chartes : « Le Carpentier (…) basa son Histoire de Cambrai et du Cambrésis sur une série de pièces fabriquées à plaisir et dont la principale, la célèbre liste des chevaliers présents au tournoi d’Anchin, emprunta une certaine célébrité à la multitude de noms aristocratiques que Le Carpentier y accumula à dessein. »
Eugène François Joseph Tailliar dans Chroniques de Douai (1875) écrit sur l'acte présenté par Le Carpentier à l'appui de l'existence du Tournoi d'Anchin : « Si l’on étudie soigneusement cette charte et si on se réfère aux circonstances dans lesquels aurait eu lieu le prétendu tournoi d’Anchin, on arrive aisément à se convaincre que la pièce est complètement apocryphe et que le tournoi est de pure invention. » Il indique que la réunion de tous ces chevalier à Anchin, au moment de leur départ pour la croisade, est invraisemblable. Il ajoute que les archives d’Anchin n’offrent pas la moindre trace du prétendu document et que la teneur et la forme romanesque de cette charte qui ne ressemble à aucune autre, les expressions qu’elle emploie, tout se réunit pour en démontrer la fausseté. Enfin la raison ne peut admettre la présence simultanée de certains personnages  dont les noms sont indiqués dans l’acte.

## Le tournoi et ses participants d'après Le Carpentier
Selon Le Carpentier, En 1096, juste avant le départ de la Première croisade, Anselme de Ribemont, seigneur d'Ostrevant et châtelain de Valenciennes réunit à l'abbaye d'Anchin trois cents chevaliers  du Hainaut, du Cambrésis, de l'Artois et du Tournaisis pour un tournoi sous la présidence de Baudouin II comte de Hainaut.
La liste des chevaliers qui d'après Le Carpentier, auraient participé à ce tournoi se trouve page 14-15 du tome II de son ouvrage Histoire généalogique de la noblesse des Païs-Bas, ou Histoire de Cambray, et du Cambresis, contenant ce qui s'y est passé sous les empereurs, & les rois de France & d'Espagne.
Depuis, le milieu du XIXe siècle, les historiens ne se réfèrent plus à cette liste : 
« Nous rayons des faits historiques le fameux Tournoi d'Anchin de 1096, que la science n'hésite plus à reconnaitre comme imaginaire. La charte donnée par Carpentier, dans son Histoire de Cambrai et du Cambrésis, étant décidément fausse, nous avons évité de puiser à cette source et d'y aller chercher des noms anciens de localités. »
« On a émis sur ce fameux tournoi d'Anchin des doutes avec lesquels il faut compter et qui nous ont fait négliger les noms repris dans la charte inventée, dit-on, par Carpentier. »